# Influens
|  | Wiktionary har en ordboksartikel om influens. |

Influens eller elektrostatisk induktion, är när elektrisk laddning "smittar av sig". Influens upptäcktes av den brittiske forskaren John Canton 1753 och den svenske professorn Johan Carl Wilcke 1762. Elektrostatiska generatorer, som Wimshurstgeneratorn, Van de Graaff-generatorn och elektroforen, använder denna princip. Se även Stephen Gray i detta sammanhang. På grund av induktion är den elektrostatiska potentialen (spänningen) konstant vid vilken punkt som helst i en ledare. Elektrostatisk induktion är också orsak till att lätta ickeledande föremål, såsom ballonger, papper eller frigolitskrot, attraheras av statiska elektriska laddningar. Elektrostatiska induktionslagar gäller i dynamiska situationer så långt som den kvasistatiska approximationen är giltig. 

## Förklaring
En normal oladdad materia har lika många positiva och negativa elektriska laddningar i varje del av den, placerad nära varandra, så ingen del av den har en elektrisk nettoladdning.:p.711–712 De positiva laddningarna är atomernas kärnor som är bundna i materiens struktur och inte är fria att röra sig. De negativa laddningarna är atomernas elektroner. I elektriskt ledande föremål som metaller kan en del av elektronerna röra sig fritt i föremålet. 
När ett laddat objekt förs nära ett oladdat, elektriskt ledande föremål, som en metallbit, orsakar kraften från den närliggande laddningen på grund av Coulombs lag en separation av dessa inre laddningar.:p.712 Till exempel, om en positiv laddning förs nära objektet (se bild på en cylindrisk elektrod nära en elektrostatisk maskin), kommer elektronerna i metallen att attraheras mot den och flytta till den sida av föremålet som är vänd mot den. När elektronerna rör sig ut ur ett område lämnar de en obalanserad positiv laddning på grund av kärnorna. Detta resulterar i ett område med negativ laddning på föremålet närmast den externa laddningen och ett område med positiv laddning på den del som är borta från den. Dessa kallas inducerade laddningar. Om den externa laddningen är negativ kommer polariteten för de laddade områdena att vändas.
Eftersom denna process bara är en omfördelning av laddningarna som redan fanns i objektet, ändrar den inte den totala laddningen på objektet; den har fortfarande ingen nettoavgift. Denna induktionseffekt är reversibel; så om den närliggande laddningen tas bort, gör attraktionen mellan de positiva och negativa interna laddningarna att de blandas igen.

## Ladda ett objekt genom induktion

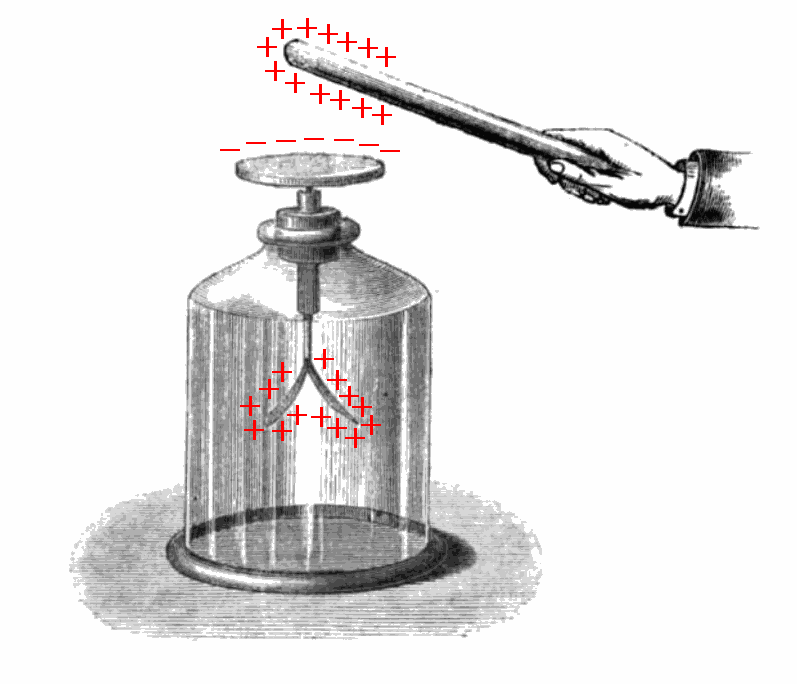
Bladguldelektroskop, som visar induktion (märkt laddningspolaritet), innan terminalen jordas.

Induktionseffekten kan dock också användas för att lägga en nettoladdning på ett föremål.:p.711–713 Om objektet ovan, medan det är nära den positiva laddningen, tillfälligt är anslutet genom en ledande väg till elektrisk jord, som är en stor reservoar av både positiva och negativa laddningar, kommer en del av de negativa laddningarna i marken att flöda in i föremålet, under attraktionen av den närliggande positiva laddningen. När kontakten med jorden bryts lämnas föremålet med en negativ nettoladdning. 
Denna metod kan demonstreras med hjälp av ett bladguldelektroskop, som är ett instrument för att detektera elektrisk laddning. Elektroskopet urladdas först och ett laddat föremål förs sedan nära instrumentets övre terminal. Induktion orsakar en separation av laddningarna inuti elektroskopets metallstav, så att den övre terminalen får en nettoladdning med motsatt polaritet till objektet, medan guldbladen får en laddning med samma polaritet. Eftersom båda bladen har samma laddning stöter de bort varandra och separeras. Elektroskopet har inte fått någon nettoladdning. Laddningen i det har bara omfördelats, så om det laddade föremålet skulle flyttas bort från elektroskopet kommer bladen att samlas igen. 
Men om en elektrisk kontakt nu kortvarigt görs mellan elektroskopets terminal och jord, till exempel genom att röra terminalen med ett finger, gör detta att laddning flyter från jord till terminalen, attraherad av laddningen på objektet nära terminalen. Denna laddning neutraliserar laddningen i guldbladen, så bladen samlas igen. Elektroskopet innehåller nu en nettoladdning i motsatt polaritet till det laddade föremålet. När den elektriska kontakten till jord bryts, till exempel genom att lyfta fingret, kan den extra laddningen som just har strömmat in i elektroskopet inte komma ut, och instrumentet behåller en nettoladdning. Laddningen hålls i toppen av elektroskopterminalen genom attraktionen av den inducerande laddningen. Men när denna flyttas bort, släpps laddningen och sprider sig genom elektroskopets terminal till bladen, så att guldbladen flyttas isär igen.
Tecknet på laddningen som finns kvar på elektroskopet efter jordning är alltid motsatt i tecken till den externa inducerande laddningen. De två reglerna för induktion är:
- Om objektet inte är jordat, kommer den närliggande laddningen att inducera lika och motsatta laddningar i objektet.
- Om någon del av objektet är tillfälligt jordad medan den inducerande laddningen är nära, kommer en laddning av motsatt polaritet till den inducerande laddningen att attraheras från jord in i objektet och den kommer att lämnas med en laddning motsatt den inducerande laddningen.

## Det elektrostatiska fältet inuti ett ledande föremål är noll

Ytladdningar inducerade i metallföremål av en närliggande laddning. Det elektrostatiska fältet (linjer med pilar) för en närliggande positiv laddning (+) gör att mobilladdningarna i metallföremål separeras. Negativa laddningar (blå) attraheras och flyttar till ytan av föremålet som är vänd mot den yttre laddningen. Positiva laddningar (röda) stöts bort och rör sig till den bortvända ytan. Dessa inducerade ytladdningar skapar ett motsatt elektriskt fält som exakt upphäver fältet för den yttre laddningen genom metallens inre. Därför säkerställer elektrostatisk induktion att det elektriska fältet överallt inuti ett ledande föremål är noll.

En återstående fråga är hur stora de inducerade laddningarna är. Rörelsen av laddningar orsakas av kraften som utövas på dem av det elektriska fältet hos det externt laddade föremålet, enligt Coulombs lag. När laddningarna i metallföremålet fortsätter att separeras skapar de resulterande positiva och negativa områdena sitt eget elektriska fält, som motsätter sig fältet för den externa laddningen. Denna process fortsätter tills en jämvikt mycket snabbt (inom en bråkdel av en sekund) uppnås där de inducerade laddningarna har exakt rätt storlek och form för att upphäva det yttre elektriska fältet i hela metallföremålets inre. Då känner inte de kvarvarande mobila laddningarna (elektronerna) i metallens inre en kraft längre och laddningarnas nettorörelse avstannar. 

## Inducerad laddning finns på ytan
Eftersom de mobila laddningarna (elektronerna) i det inre av ett metallföremål är fria att röra sig i vilken riktning som helst, kan det aldrig finnas en statisk koncentration av laddning inuti metallen. Om det fanns, skulle det skingras på grund av dess ömsesidiga avstötning. Därför rör sig vid induktion de mobila laddningarna genom metallen under påverkan av den yttre laddningen på ett sådant sätt att de upprätthåller lokal elektrostatisk neutralitet. I vilket inre område som helst balanserar elektronernas negativa laddning den positiva laddningen av kärnorna. Elektronerna rör sig tills de når metallens yta och samlas där, där de hindras från att röra sig av gränsen. Ytan är den enda platsen där en elektrisk nettoladdning kan existera.:p.754
Detta etablerar principen att elektrostatiska laddningar på ledande föremål finns på föremålets yta. Externa elektriska fält inducerar ytladdningar på metallföremål som exakt upphäver fältet inom.

## Spänningen i ett ledande föremål är konstant
Den elektrostatiska potentialen eller spänningen mellan två punkter definieras som den energi (arbete) som krävs för att flytta en liten positiv laddning genom ett elektriskt fält mellan de två punkterna, dividerat med laddningens storlek. Om det finns ett elektriskt fält riktat från punkt {\displaystyle \mathbf {b} } till punkt {\displaystyle \mathbf {a} } kommer den att utöva en kraft på en laddning som rör sig från {\displaystyle \mathbf {a} } till {\displaystyle \mathbf {b} }. Arbete kommer att behöva göras på laddningen av en kraft för att få den att flytta till {\displaystyle \mathbf {b} }mot det elektriska fältets motsatta kraft. Således kommer laddningens elektrostatiska potentiella energi att öka. Så potentialen vid punkten {\displaystyle \mathbf {b} } är högre än vid punkten  {\displaystyle \mathbf {a} }. Det elektriska fältet {\displaystyle \mathbf {E} (\mathbf {x} )} är var som helst {\displaystyle \mathbf {x} } gradienten (förändringshastigheten) för den elektrostatiska potentialen {\displaystyle V(\mathbf {x} )} : 
{\displaystyle \nabla V=\mathbf {E} \,}
Eftersom det inte kan finnas något elektriskt fält inuti ett ledande objekt för att utöva kraft på laddningar {\displaystyle (\mathbf {E} =0)\,},  är inom ett ledande objekt potentialens gradient noll
{\displaystyle \nabla V=\mathbf {0} \,}
Ett annat sätt att säga detta är  att i elektrostatik säkerställer elektrostatisk induktion att potentialen (spänningen) i ett ledande föremål är konstant.

## Induktion i dielektriska objekt
En liknande induktionseffekt uppstår i icke-ledande (dielektriska) objekt, och är orsak till att små lätta icke-ledande föremål, som ballonger, papperslappar eller frigolit, attraheras av statiska elektriska laddningar (se bild av katt, ovan) , samt statisk klamring i kläder.
I icke-ledare är elektronerna bundna till atomer eller molekyler och är inte fria att röra sig runt föremålet som i ledare, men de kan röra sig lite inom molekylerna. Om en positiv laddning förs nära ett icke-ledande föremål, attraheras elektronerna i varje molekyl mot det och flyttar sig till den sida av molekylen som är vänd mot laddningen, medan de positiva kärnorna stöts bort och rör sig något till motsatt sida av molekylen. Eftersom de negativa laddningarna nu är närmare den yttre laddningen än de positiva laddningarna, är deras attraktion större än avstötningen av de positiva laddningarna, vilket resulterar i en liten nettoattraktion av molekylen mot laddningen. Denna effekt är mikroskopisk, men eftersom det finns så många molekyler lägger den till tillräckligt med kraft för att flytta ett lätt föremål som frigolit.
Denna förändring i laddningsfördelningen i en molekyl på grund av ett externt elektriskt fält kallas dielektrisk polarisering, och de polariserade molekylerna kallas dipoler. Detta bör inte förväxlas med en polär molekyl, som har en positiv och negativ ände på grund av sin struktur, även i frånvaro av extern laddning. Detta är funktionsprincipen för ett pith-ball-elektroskop.